# Wieger Hendrikus Idzerda
Wieger Hendrikus Idzerda (Rauwerd, 13 augustus 1816 - 's-Gravenhage, 6 december 1881) was een Nederlands politicus en Thorbeckiaans Tweede Kamerlid.
Idzerda was een uit het Friese Akkrum afkomstige arts die in de Tweede Kamer optrad als deskundige op het gebied van volksgezondheid. Aanvankelijk was hij afgevaardigde voor het district Leeuwarden, later voor Sneek. In de tussentijd was hij geneeskundig inspecteur in Noord-Nederland. Hij was een volbloed Thorbeckiaan, die ook opkwam voor de Friese belangen.

## Tweede Kamer
| Periode                                                                       |
| ----------------------------------------------------------------------------- |
| 20-09-1858 t/m 14-09-1862 15-09-1862 t/m 31-10-1865 20-09-1869 t/m 14-09-1873 |